# Spark-Mahindra M2ELECTRO
La Spark-Mahindra M2ELECTRO è una monoposto costruita dal team Mahindra per partecipare al campionato di Formula E 2015-2016.

## Vettura

### Meccanica
La vettura, costruita dal team Mahindra si presenta come una monoposto tradizionale a 4 rapporti.

### Livrea
La livrea riporta ben visibile sulle fiancate il nome del team e prevalgono i colori rosso, bianco e nero. Dall'E-Prix di Parigi viene aggiunto anche lo sponsor Magneti Marelli.

### Stagione
I piloti designati per la stagione sono il confermato Bruno Senna e Nick Heidfeld. La vettura si dimostra affidabile al punto che in 3 delle prime 4 gare stagionali almeno una delle 2 schierate giunge in zona punti e il tedesco Nick Heidfeld giunge a podio nella prima gara.

## Risultati
| Anno    | Squadra  | Gomme | No | Piloti         | 1   | 2   | 3   | 4   | 5   | 6   | 7   | 8   | 9   | 10  | Punti | Posizione |
| ------- | -------- | ----- | -- | -------------- | --- | --- | --- | --- | --- | --- | --- | --- | --- | --- | ----- | --------- |
| 2015-16 | Mahindra | M     |    |                | CHI | MAL | URU | ARG | MEX | USA | FRA | GER | GBR | GBR | 107   |           |
| 2015-16 | Mahindra | M     | 21 | Bruno Senna    | 13  | 5   | Rit | 10  | 10  | 5   | 9   | 15  | 2   | 6   | 107   |           |
| 2015-16 | Mahindra | M     | 23 | Nick Heidfeld  | 3   | 9   | INF | 7   | 8   | 4   | 12  | 7   | 8   | 8   | 107   |           |
| 2015-16 | Mahindra | M     | 23 | Oliver Rowland |     |     | 13  |     |     |     |     |     |     |     | 107   |           |